# جواد مقصيد
 جواد مقصيد، (1952-) لاعب كرة قدم كويتي سابق، ومدرب كرة قدم سابق. لعب مع نادي العربي الكويتي، وسجل هدف في نهائي كأس الأمير 1968/1969 ، كما درب العديد من الفرق في الكويت ، ودرب كذلك منتخب الكويت لكرة القدم.

## بداياته
كانت بداية  جواد عبدالله مقصيد في عام 1961، عندما إنضم الى النادي العربي مع فريق الاشبال، وتدرج للناشئين حتى وصوله عام 1967، ليلعب مع الفريق الاول بجانب النجوم عبد الرحمن الدولة، ومرزوق سعيد وحسين العسعوسي وصالح عبدالله والشيخ نايف الجابر وعبدالحميد محمد وجواد عاشور ، ومع المنتخب الكويتي لعب بجانب عبدالله العصفور ومحمد المسعود وابراهيم دريهم وابراهيم الخشرم وعلي الشمري وحسين الجطيلي وأحمد الطرابلسي ، ومن أهم انجازاته كلاعب أنه أحرز مع المنتخب الكويتي كاس دورة الخليج العربي الاولي عام 1970 ، ومع النادي العربي بطولة الدوري مرتان وكأس الامير مرتان والدوري المشترك ثلاث مرات.

## العمل الاداري
- عضو مجلس الإدارة ورئيس اللجنة الرياضية في نادي العربي الكويتي.
- أمين السر المساعد السابق في الإتحاد الكويتي لكرة القدم.
- رئيس السابق للجنة الرباعية التي تسير أمور الإتحاد الكويتي لكرة القدم.